# Fiat 600 (2023)
Fiat 600 — субкомпактний кросовер (сегмент B), що випускається компанією Fiat з 2023 року переважно для європейського ринку.

## Історія
Шильдик Fiat 600 раніше використовувався Fiat у 1950-х і 1960-х роках. У 1997 році шильдик було використано повторно з написанням номера італійською мовою для Fiat Seicento, який називався Fiat 600 з 2005 по 2010 роки. Розроблений під кодом проекту F364 компанією Fiat Chrysler Automobiles, 600 виробляється в Польщі разом з Jeep Avenger на платформі Stellantis Common Modular Platform (eCMP), розвитку архітектур CMP внутрішнього згоряння та електричних eCMP, розроблених Groupe PSA .
600 не замінює Fiat 500X. Для ринку Сполучених Штатів після припинення виробництва модель 500X не буде замінена. 600 буде продаватися виключно на європейських ринках.

## Дизайн
Дизайн моделі 600 схожий на Fiat 500e, наприклад, круглі фари та значок 600 над передньою решіткою. У червні 2023 року Fiat оголосив, що більше не продаватиме автомобілі, пофарбовані в сірий колір; 600 є першою моделлю, яка відповідає цій новій філософії.

Інтер'єр 600 схожий як на New 500, так і на Jeep Avenger, запозичивши кермо та клімат-контроль у першого, а центральну консоль — у останнього. Моделі початкового рівня матимуть оздоблення Product Red, доступне в чорному, білому або червоному кольорах кузова, а Fiat запропонує оновлену версію La Prima з оновленням інтер'єру та чотирма кольорами кузова, натхненними Італією.

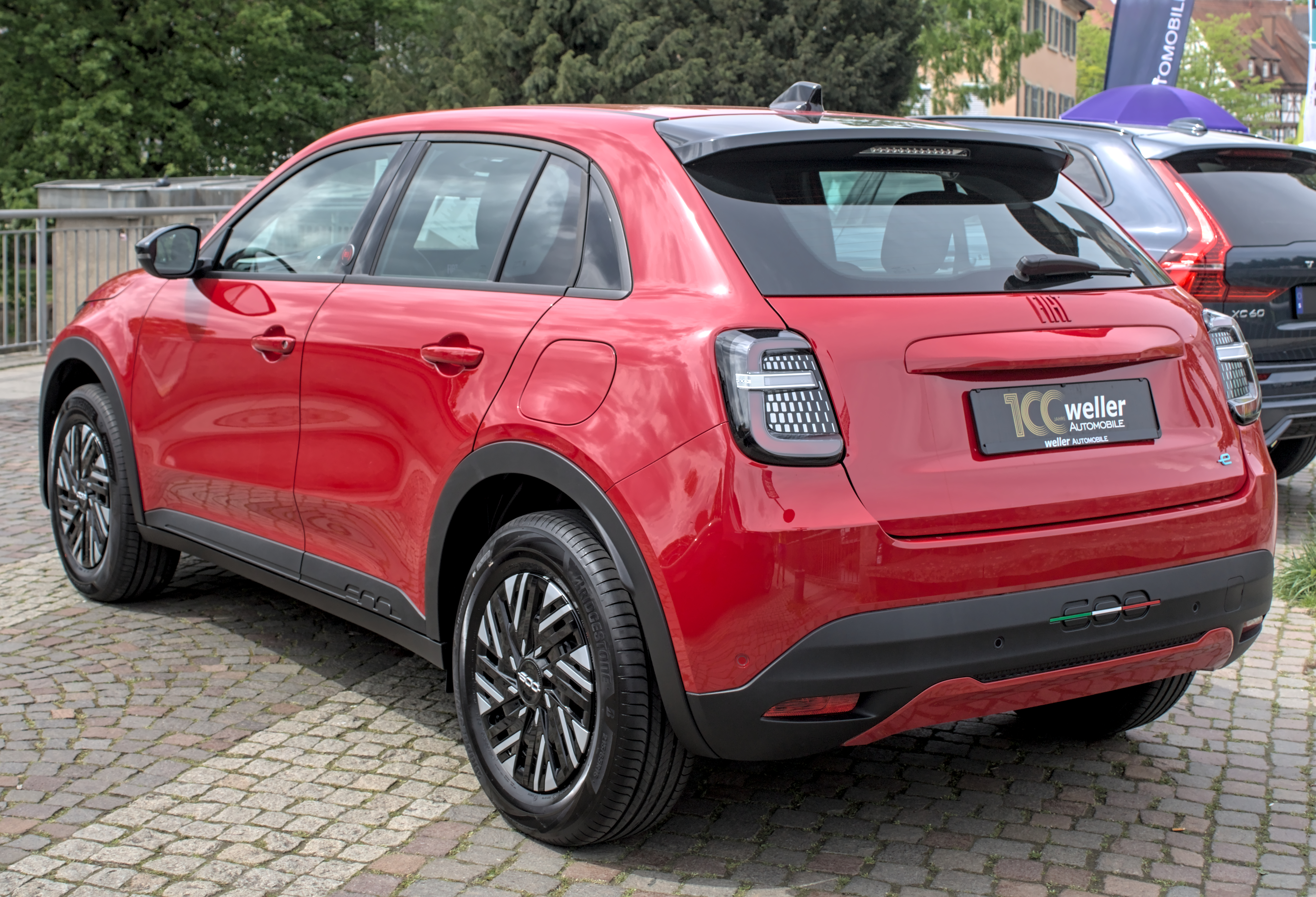
Вид ззаду
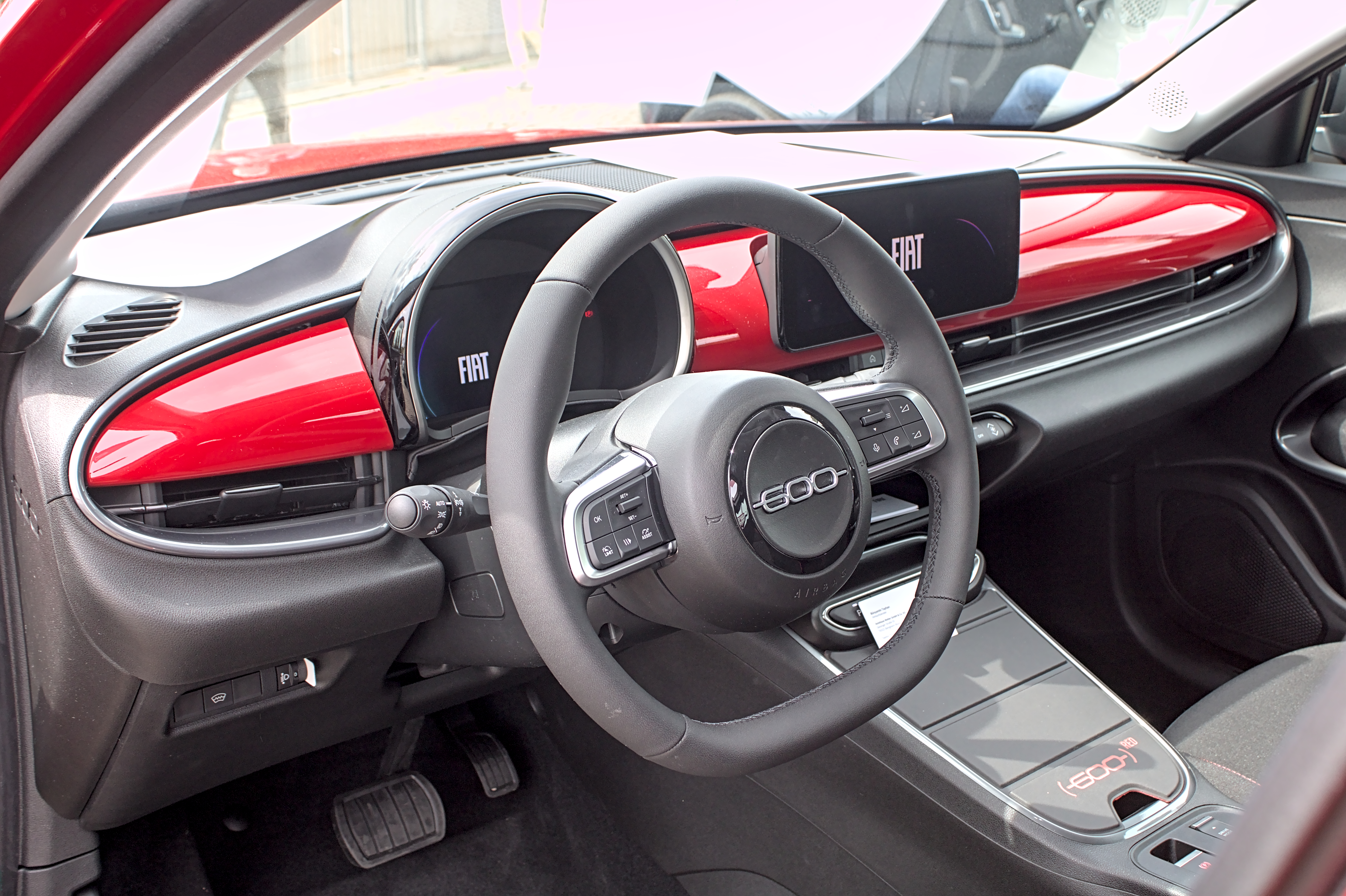
Інтер'єр

### Силовий агрегат
Електрична версія акумулятора 600e оснащена акумулятором на 54 кВт⋅г з орієнтовним діапазоном 400 км за циклом тестування WLTP . Швидка зарядка постійним струмом можлива з максимальною швидкістю 100 кВт. Він має один електричний тяговий двигун, який приводить в рух передні колеса з максимальною потужністю 154 к.с . Ці технічні характеристики відповідають характеристикам Avenger, який є передньопривідним транспортним засобом із максимальним крутним моментом 260 Нм.
До середини 2024 року з'явилася модель із бензиновим двигуном із м'яким гібридом. Він складається з 1,2-літрового бензинового гібрида Puretech, який видає 136 к.с. і працює в парі з 6-швидкісною автоматичною коробкою передач eDCT, де працюють електродвигун потужністю 21 кВт, інвертор і центральний блок трансмісії, а також ремінний стартер генератора . Він має 48-вольтну електричну систему, включаючи електродвигун, який допомагає двигуну живити автомобіль.

## Abarth 600e

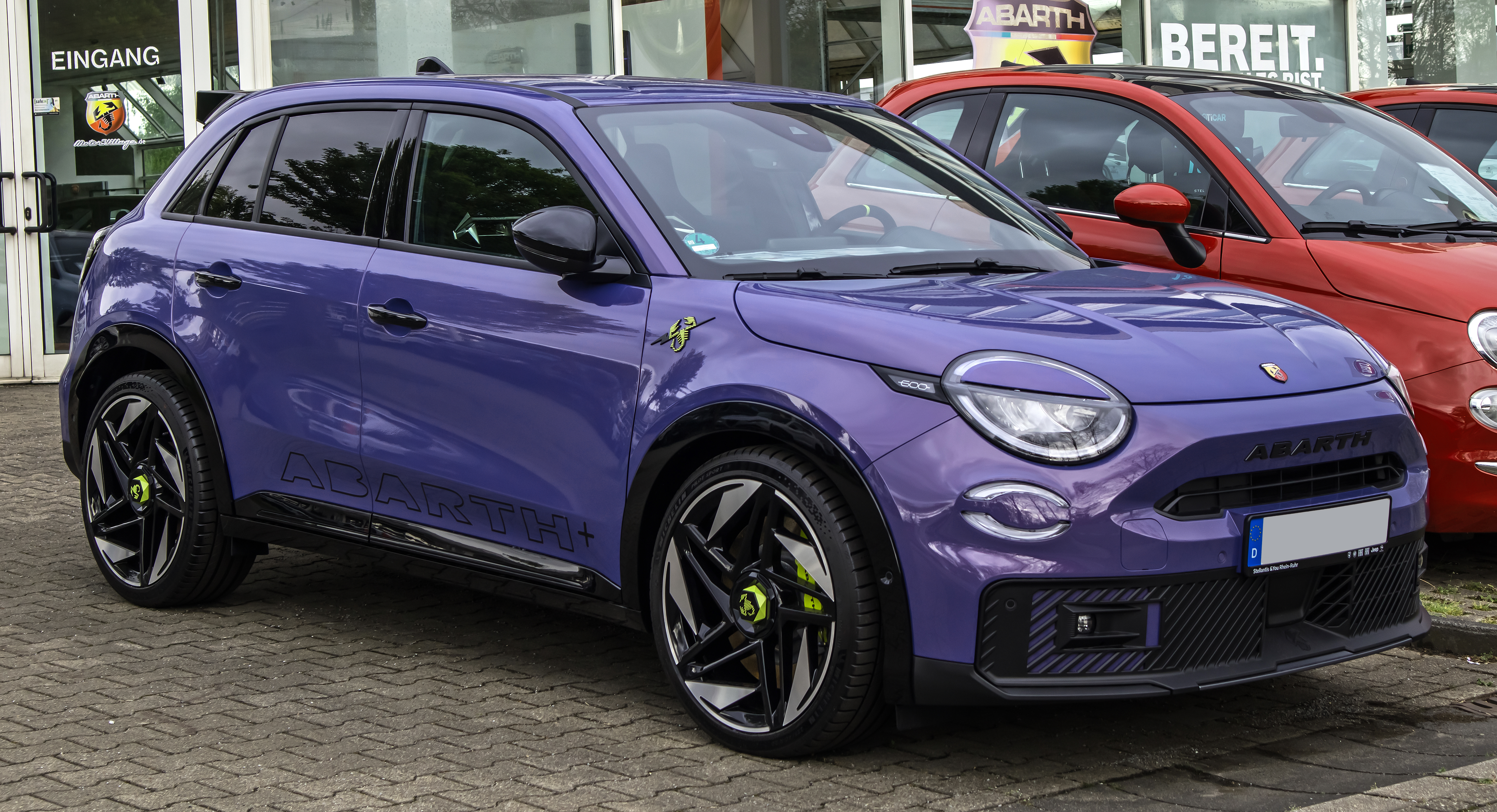
Abarth 600e

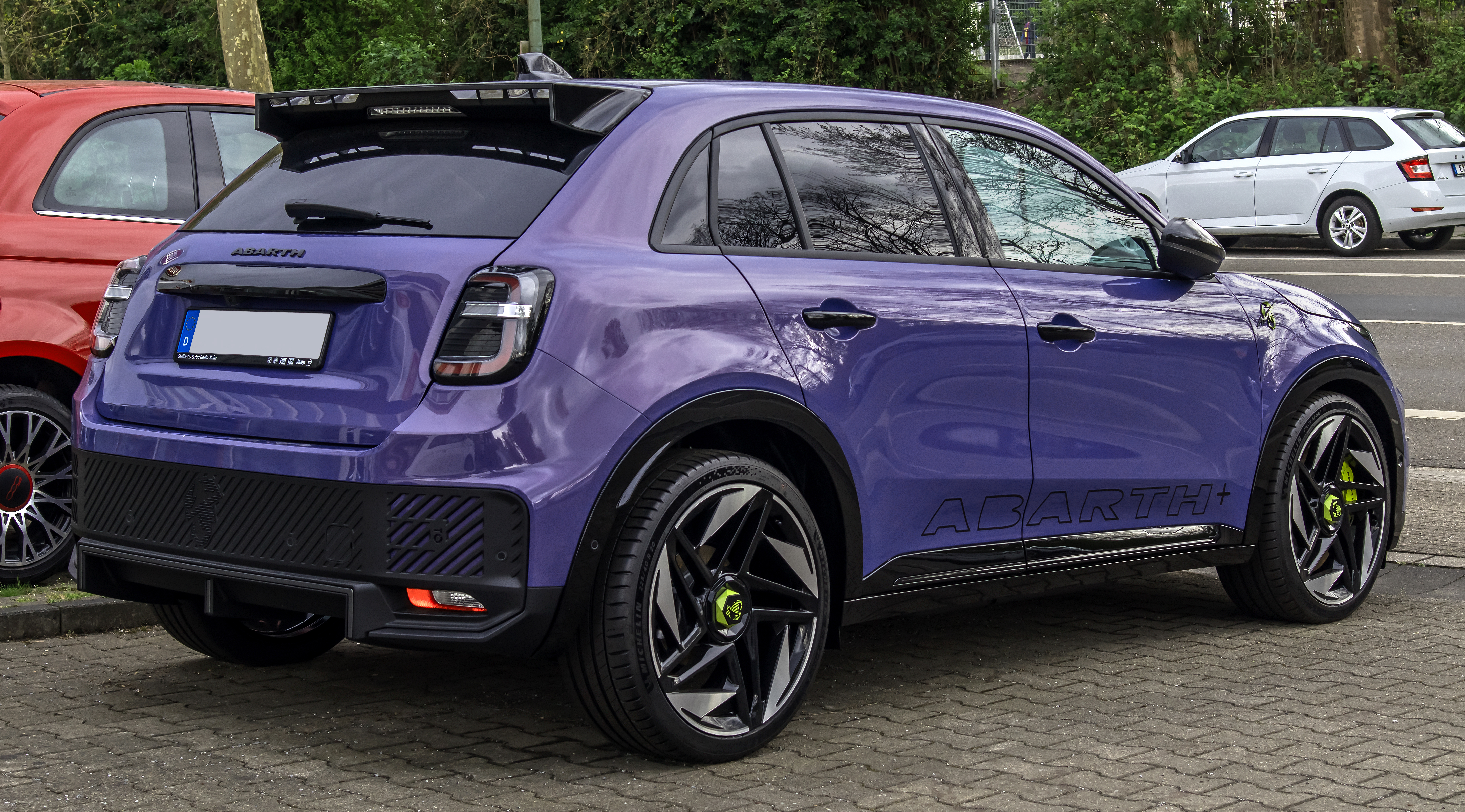

У лютому 2024 року компанія Abarth показала перше зображення Abarth 600e, орієнтованої на продуктивність версії стандартного 600e, коли автомобіль проходив фінальне випробування. Його інтер’єр було представлено 2 квітня 2024 року. Повністю автомобіль було представлено 28 жовтня 2024 року. 
Усі комплектації, крім комплектації «Scorpionissima», виробляють 240 к.с. (175 кВт), а комплектація «Scorpionissima» виробляє 280 к.с. (207 кВт).